# Isopeda magna
Isopeda magna là một loài nhện trong họ Sparassidae.
Loài này thuộc chi Isopeda. Isopeda magna được Arthur Stanley Hirst miêu tả năm 1992.